# Онек
Оне́к (фр. Hohneck) — гора у Франції.
Висота над рівнем моря — 1363 м. Гора розташована у гірській системі Вогези на кордоні департаментів Верхній Рейн (Ельзас) и Вогези (Лотарингія). За 1,5 км на схід на висоті 1272 м розташована вершина Малий Онек. На схилах гори — гірськолижний курорт Ла-Бресс-Онек.